# Міссі Перегрім
Мелісса "Міссі" Перегрім (англ. Melissa "Missy" Peregrym; нар. 16 червня 1982, Монреаль, Канада) — канадська модель та акторка, найбільш відома головною роллю у фільмі «Бунтарка».

## Біографія
Мелісса Перегрім розпочала кар'єру у 18 років у модельному агентстві, яке заохочувало її до зйомок у рекламі. 2000 року вона знялася в епізоді, зйомки якого проходили у Канаді, телесеріалу «Темний ангел».
2004 року взяла участь у зйомках фільму «Жінка-кішка», зобразивши графічну модель Beau-line компанії Hedare Beauty.
2006 року виконала головну роль у фільмі «Бунтарка» про гімнастку-підлітку, яка, втративши на деякий час мотивацію, повертається до занять гімнастикою.
Того ж року втілила персонажку Кендіс Вілмер, яка має здатність створювати ілюзії, у телесеріалі «Герої».
З 2007 по 2009 виконувала свою першу головну телевізійну роль у серіалі «Жнець». 2010 року отримала головну роль поліцейської Енді Макналлі у телесеріалі «Копи-новобранці» «Глобальної телевізійної мережі» (виходив в ефір ABC у США). На цьому каналі було показано 5 сезонів. 2016 року за роль Енді Макналлі була номінована на канадську нагороду Canadian Screen Award.
2012 знялася в головній ролі у серіалі «Cybergeddon». 2013 року отримала за цю роль кінонагороду Streamy Award.
З 2018 року виконує головну роль спецагентки Меггі Белл у серіалі «ФБР».

## Особисте життя
З 2014 по 2015 була одружена з актором Закарі Ліваєм.
З 30 грудня 2018 року у шлюбі з актором Томом Оклі. 21 березня 2020 року народила сина Отіса Параді Оклі.